# Horta Nord
L'Horta Nord (en castillan : Huerta Norte) est une comarque de la province de Valence, dans la Communauté valencienne, en Espagne. Son chef-lieu est Puçol.

## Communes

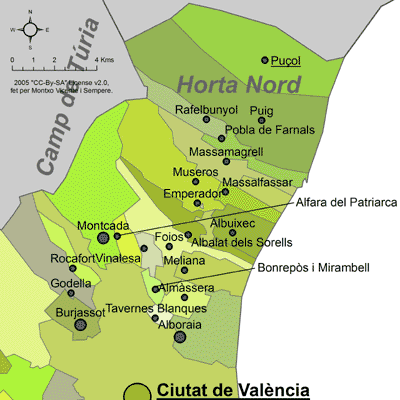
Communes de l'Horta Nord

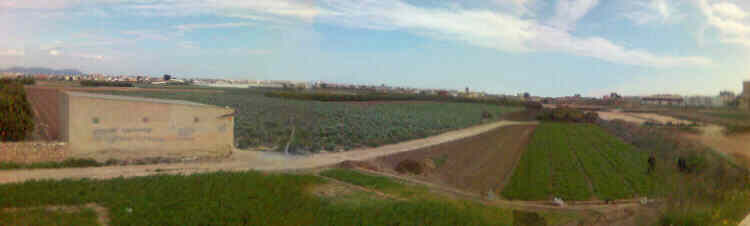
Terrains de Burjassot, Rocafort, Moncada et Alboraya.

- Albalat dels Sorells
- Alboraia
- Albuixech
- Alfara del Patriarca
- Almàssera
- Bonrepòs i Mirambell
- Burjassot
- Emperador
- Foios
- Godella
- Massalfassar
- Massamagrell
- Meliana
- Montcada
- Museros
- Paterna
- La Pobla de Farnals
- Puçol
- Puig
- Rafelbunyol
- Rocafort
- Tavernes Blanques
- Vinalesa